# ノーマン・ブルックス
サー・ノーマン・エベラード・ブルックス（Sir Norman Everard Brookes, 1877年11月14日 - 1968年9月28日）は、オーストラリア・メルボルン出身の男子テニス選手。20世紀初頭の時期、1900年代から1910年代にかけて活躍し、1907年のウィンブルドン選手権でイギリス人以外の選手として初の同選手権優勝者となった選手である。左利き。目を見張るようなテニス・スタイルから"The Wizard" (魔術師)というニックネームで呼ばれた。

## 来歴
ウィンブルドン選手権は1877年の第1回大会から1904年の第18回大会までは男子シングルス決勝はすべてイギリス人選手が独占していた。1905年の大会で、ブルックスはイギリス人以外の選手として、大会史上初めて「チャレンジ・ラウンド」を制し、前年度優勝者ローレンス・ドハティーへの挑戦権を得た。当時の競技システムは、前年度優勝者を除く他の選手たちが「チャレンジ・ラウンド」を1回戦から戦い、そこを制覇した人が前年度優勝者と決勝を戦う「オールカマーズ・ファイナル」で優勝を決定していた。しかし、初めての決勝戦でブルックスはドハティーに6-8, 2-6, 4-6で敗れ、この時はウィンブルドン初優勝を逃している。1907年ウィンブルドン選手権でブルックスは決勝でアーサー・ゴアを6-4, 6-2, 6-2で破り、大会史上初めてイギリス人以外のウィンブルドン優勝者に輝いた。このブルックスの優勝を皮切りに、ウィンブルドン選手権大会の顔触れも国際化が始まる。
この後、1910年から1913年までアンソニー・ワイルディングがウィンブルドン4連覇を達成する。1914年ウィンブルドン選手権で、ブルックスは7年ぶりにチャレンジ・ラウンドを勝ち上がり、オールカマーズ・ファイナルで前年優勝者ワイルディングの大会5連覇を阻止して、自身の7年ぶり2度目の優勝を飾った。しかし、この後すぐに第1次世界大戦が勃発し、ブルックスもワイルディングも従軍することになる。ブルックスはイギリス軍の大尉として働いたが、テニスの同僚であったワイルディングは1915年にフランスで戦死してしまった。
1918年11月に第1次世界大戦が終結し、翌年に1919年ウィンブルドン選手権が5年ぶりに開催された。ルックスは1914年度の優勝者として、チャレンジ・ラウンドの勝者を待つ立場で大会に臨んだが、この時はすでに42歳を迎えていた。相手は同じオーストラリアの24歳、ジェラルド・パターソンであったが、さすがに5年間の(戦争による)ブランクと18歳の年齢差は隠せず、ブルックスはパターソンに3-6, 5-7, 2-6で完敗してしまった。
ブルックスはデビスカップオーストラレーシア(オーストラリアとニュージーランドの合同)代表選手としても、1905年から1920年までの長きにわたって活躍した。デビスカップは1910年に大会開催がなく、当然ながら第1次世界大戦による1915年から1918年までの中断もあった。その間にブルックスは1907年-1911年のデ杯4連覇（1910年の中断をはさむ）、1914年と1919年の優勝に貢献した。1919年ウィンブルドン決勝で同国のパターソンに敗れた後、彼らはデ杯の決勝でアメリカに勝ち、ブルックスはビル・チルデンを破っている。1920年がブルックスの最後のデ杯出場になった。
ブルックスのテニスは、とりわけ多種多様なサービスとボレーに強烈な印象があったという。テニスのラケットさばきも、同じ面でフォアハンド・ストロークとバックハンド・ストロークを打つことができた。当時のテニス・スタイルとしてはやや変則的であったが、そのことからブルックスは「魔術師」"The Wizard"というニックネームで呼ばれた。
ノーマン・ブルックスはテニス選手を引退した後、1926年に「オーストラリア・ローンテニス協会」の会長に就任し、1955年までその要職を務めた。1939年には第1次世界大戦での従軍を評価され、イギリスからサーの称号も授与された。1968年9月28日、ブルックスは故郷のメルボルンで90歳の長い生涯を閉じた。没後9年目の1977年に国際テニス殿堂入りを果たしている。
全豪オープンの男子シングルス優勝者には、彼の名前を冠した「ノーマン・ブルックス・チャレンジ・カップ」が贈られる。

## 4大大会優勝
- 全豪選手権　男子シングルス：1勝（1911年）／男子ダブルス：1勝（1924年）
- ウィンブルドン選手権　男子シングルス・男子ダブルス：2勝（1907年・1914年）　［2度とも単複制覇］
- 全米選手権　男子ダブルス：1勝（1919年）